# Vastse-Kuuste kommun
Vastse-Kuuste vald är en kommun i Estland.   Den ligger i landskapet Põlvamaa, i den sydöstra delen av landet, 190 km sydost om huvudstaden Tallinn.
Följande samhällen finns i Vastse-Kuuste vald:
- Vastse-Kuuste
- Karilatsi
- Lootvina
- Kiidjärve